# Керч-Єнікальський канал
Керч-Єніка́льський канал і підхідні канали до нього (абр. КЄК і КПК) — система штучних морських судноплавних каналів в акваторії Керченської протоки. Транспортний шлях між Азовським і Чорним морями та вхід до порту Керч.

## Історія
Основний канал був прокладений наприкінці XIX століття з метою більшої зручності комерційного мореплавства. Облаштування каналу тривало з 1874 до 1877 року. Канал названий «Керч-Єнікальським» за назвою Керч-Єнікальського градоначальства, у віданні якого він перебував. Первісна глибина каналу — 5,7 метра.
У 1903 році канал був поглиблений до 6,4 метра, а в 1908 — до 7,3 м. Загальна довжина каналу склала 26,4 км. Це поглиблення було недостатнім для нормального на той час судноплавства і було зумовлене нестачею виділених на роботи коштів. Пізніше була розроблена програма робіт з подальшого поглиблення каналу до 28 футів (8,5 м) і збільшення його довжини до 32 верст 315 сажнів (34 км 810 м), яка мала фінансуватися за законом від 17 квітня 1912 року «Про відпуск з державного казначейства коштів у порядку витрат на портобудівництво».
Однак Перша світова, а потім громадянська війни перешкодили втіленню цієї програми в життя. Під час Другої Світової війни канал був значно пошкоджений, замулений, його дно було всіяне вибухонебезпечними предметами і затонулими кораблями.
Основні канальні роботи в період 1945—1965 років були спрямовані на підтримку глибини каналу (все ті ж 7,3 метри), а також на підйом затонулих суден, розчищення каналу і брівок від затонулих предметів. У 1965—1966 роках Керч-Єнікальський канал був заглиблений з боку Чорного моря до Керченського підхідного каналу порту, були розширені вхідна частина каналу й ділянка з боку острова Тузла. У 1969—1970 роках канал був розширений до 120 м і поглиблений до 9-9,75 м; також був збільшений радіус закруглення поворотів.
У 1970 році прохідна осадка по Керч-Єнікальському каналу була оголошена у 8 метрів. Після 1970 року проводилися тільки ремонтне черпання. Після 2004 року робіт з реконструкції каналу не проводилося.

## Загальні відомості
Канал починається в Чорному морі (координати початку каналу — 45°13′9.51″ пн. ш. 36°27′43.6″ сх. д. / 45.2193083° пн. ш. 36.462111° сх. д.), проходить через Керченську протоку і закінчується в Азовському морі (координати — 45°27′6.95″ пн. ш. 36°41′7.44″ сх. д. / 45.4519306° пн. ш. 36.6854000° сх. д.). Довжина каналу — 24,3 км, ширина — 120 м, глибина — до 9,3 м. Канал складається з чотирьох колін: Павловського, Бурунського, Єнікальського і Чушкинського (перераховані з півдня на північ). Коліна, крім Чушкинського, названі по берегах Керченського півострова, Чушкинське — за назвою коси Чушка, вздовж якої воно проходить. Згідно з розпорядженням капітана Керченського морського порту встановлені такі експлуатаційні глибини колін Керч-Єнікальського каналу (останні дані на 27.01.2016): павлівське коліно 8,3 м, бурунське — 9,2 м, єнікальське — 9,2 м, чушкинське — 9,3 м.
На схід від Павловського і Бурунського колін КЄК проходить фарватер 50 глибиною 4,5 м, який з'єднується з Єнікальським коліном у тій же точці, що і Бурунське коліно. Фарватер 52 йде від Керченського порту паралельно з підхідним каналом, перетинає Єнікальське коліно, а потім йде до Азовського моря поруч із Єнікальським і Чушкинським колінами. Його мінімальна глибина — 3 метри. Коліна фарватеру 50 і фарватеру 52, паралельні Керч-Єнікальському каналу, а також акваторія шириною 70 м на схід від правої бровки КЄК від західної кромки фарватеру 50 до східної кромки фарватеру 52 утворюють Таманський судноплавний шлях. Таманський судноплавний шлях перебуває в управлінні й на обслуговуванні Порту Кавказ (Росія). Керування рухом суден, що проходять ним, здійснюється «Регіональною службою управління рухом суден» (РСУРС). Можливості пересування мілководним таманським судноплавним шляхом за правою бровкою КЄК до 2014 року використовували переважно російські малотоннажні судна каботажного плавання, аби уникнути сплати канального та інших зборів Керченському морському порту.
Постановка суден з осадкою до 8 метрів на якір на вході до Керченської протоки здійснюється в межах якірних стоянок № 450 з боку Чорного моря (координати центру — 45°11′17″ пн. ш. 36°29′07″ сх. д. / 45.18806° пн. ш. 36.48528° сх. д.) і № 453 з боку Азовського (координати центру — 45°28′06″ пн. ш. 36°37′07″ сх. д. / 45.46833° пн. ш. 36.61861° сх. д.). Якірна стоянка № 471 є зоною митного контролю Керченського морського торговельного порту і призначена для вантажних операцій. Для суден з осадкою до 6 метрів призначене якірне місце № 452 (перевантажувальний рейд).
Протягом 2011 року кількість проходів суден Керч-Єнікальським каналом складала понад 14 тисяч в обидва боки (у середньому за добу каналом проходило від 30 до 40 суден), фарватером 50-52 — близько 8,4 тисяч (у середньому за добу близько 20 суден).
З початком будівництва «Керченського мосту» наказом Міністерства транспорту Росії «в інтересах безпеки мореплавства» на двох відрізках акваторії по трасі будівництва мосту введені обмеження руху суден: перший — від Таманського півострова уздовж коси Тузла й острова Тузла до правої бровки Керч-Єнікальського каналу; і другий — від лівої бровки Керч-Єнікальського каналу до Керчі.

## Управління рухом суден, обмеження
Керч-Єнікальський канал перебуває в управлінні й на обслуговуванні Керченського морського торговельного порту. До окупації Криму Росією рух суден каналом регулювався «Правилами плавання суден Керч-Єнікальським каналом і підхідними каналами до нього», затвердженими Міністерством транспорту України від 9 жовтня 2002 року. 27 лютого 2015 року дію «Правил…» тимчасово зупинено. З 21 жовтня 2015 в каналі де-факто діють правила плавання, встановлені Російською Федерацією. Безпосереднє управління рухом суден, що проходять КЄК, здійснюється Службою управління рухом суден (СУРС) порту.
У 2002 році наказом міністерства транспорту України були затверджені «Правила плавання суден Керч-Єнікальським каналом і підхідними каналами до нього», у яких, серед іншого, встановлювалися такі обмеження габаритів суден, що проходять по КЄК — довжина до 215 м, осадка до 8 м. Можливість входу в канал суден з розмірами, що перевищують вказані, розглядалася капітаном порту Керч у кожному конкретному випадку. Для суден довжиною понад 215 метрів плавання допускається лише у світлий час доби при буксирному забезпеченні. Для суден з осадкою менше 3,5 метрів дозволено забровочне плавання по Єнікальському коліну в смузі шириною 200 м вздовж червоної (лівої) брівки каналу. Рух суден на КЄК — двосторонній, за винятком ділянки від пари буїв № 19 і № 20 до пари буїв № 23 та № 24 (від початку Єнікальського коліна до Керченського підхідного каналу порту), в якому встановлено односторонній рух для суден довжиною понад 140 метрів. Односторонній рух встановлюється для суден довжиною понад 165 метрів і шириною більше 25 метрів; для суден з великою осадкою, при поганій керованості судна, при великому куті дрейфу; для суден з небезпечними вантажами; при обмеженій видимості. При тумані, снігопаді, зливових дощах і при швидкості вітру понад 14 м/с вхід суден у Керч-Єнікальський канал заборонений.
Після переходу Керч-Єнікальського каналу під контроль Російської Федерації була оголошена допустима для проходу каналом довжина суден 160 метрів. Допустима осадка залишилася такою ж — 8 метрів. З неузгодженим із суміжними країнами спорудженням Росією мостового переходу через Керченську протоку та встановленням між островом Тузла і Керчю, над Енікальським коліном КЄК, його аркових конструкцій рух ним великотонажних кораблів був суттєво обмежений: згідно з проектом, висота «Керченського мосту» в місці проходження суден складає 35 метрів. Це означає, що в українські порти Азовського моря, зокрема до найбільшого в східній Україні Маріупольського морського торговельного порту можуть потрапити кораблі надводною висотою не більше 33 метрів. Проектувальники мосту також запевняють, що глибина фарватеру під ним сягає 9 метрів, що дозволяє проходити під мостом суднам з осадкою 8 метрів. 24 травня 2017 року в повідомленні капітана морського порту Керч було оголошено, що після встановлення арок мостового переходу, відповідно до рекомендацій АТ «Союзморнііпроект» і ТОВ «СГМ» судна, що прямують Керч-Єнікальським каналом, повинні задовольняти таким умовам: довжина — 160 м, ширина — 31 м, осадка — 8 м, надводний габарит — 33 м. Такі обмеження унеможливлюють прохід каналом суден типу «Panamax» і частково обмежують суднам типу «Federal», які мають порівняно невеликі надводні габарити. Втім, як вважає експерт «Майдану закордонних справ» Андрій Клименко, «наслідків для судноплавства міст теоретично і технологічно створити не повинен; обмеження — це політика, а не технології».
З квітня 2018 року Російська Федерація здійснює штучну затримку суден, що прямують з Маріупольського і Бердянського портів у Чорне море й у зворотному напрямку через КЄК. При очікуванні дозволу на прохід до Азовського моря в Керченській протоці в липні 2018 року середня затримка на одне судно склала 24,8 годин, а у вересні — 47,0 год. Україна подала до Постійної палати третейського суду в Гаазі меморандум проти Росії за порушення Конвенції ООН з морського права в Чорному та Азовському морях та у Керченській протоці.
Відповідно до заяви Міністерства оборони України, судноплавство у районах Північно-східної частини Чорного моря та Керч-Єнікальською протокою України заборонене як небезпечне, з 05:00 20 липня 2023 року.

## Канальний та інші збори

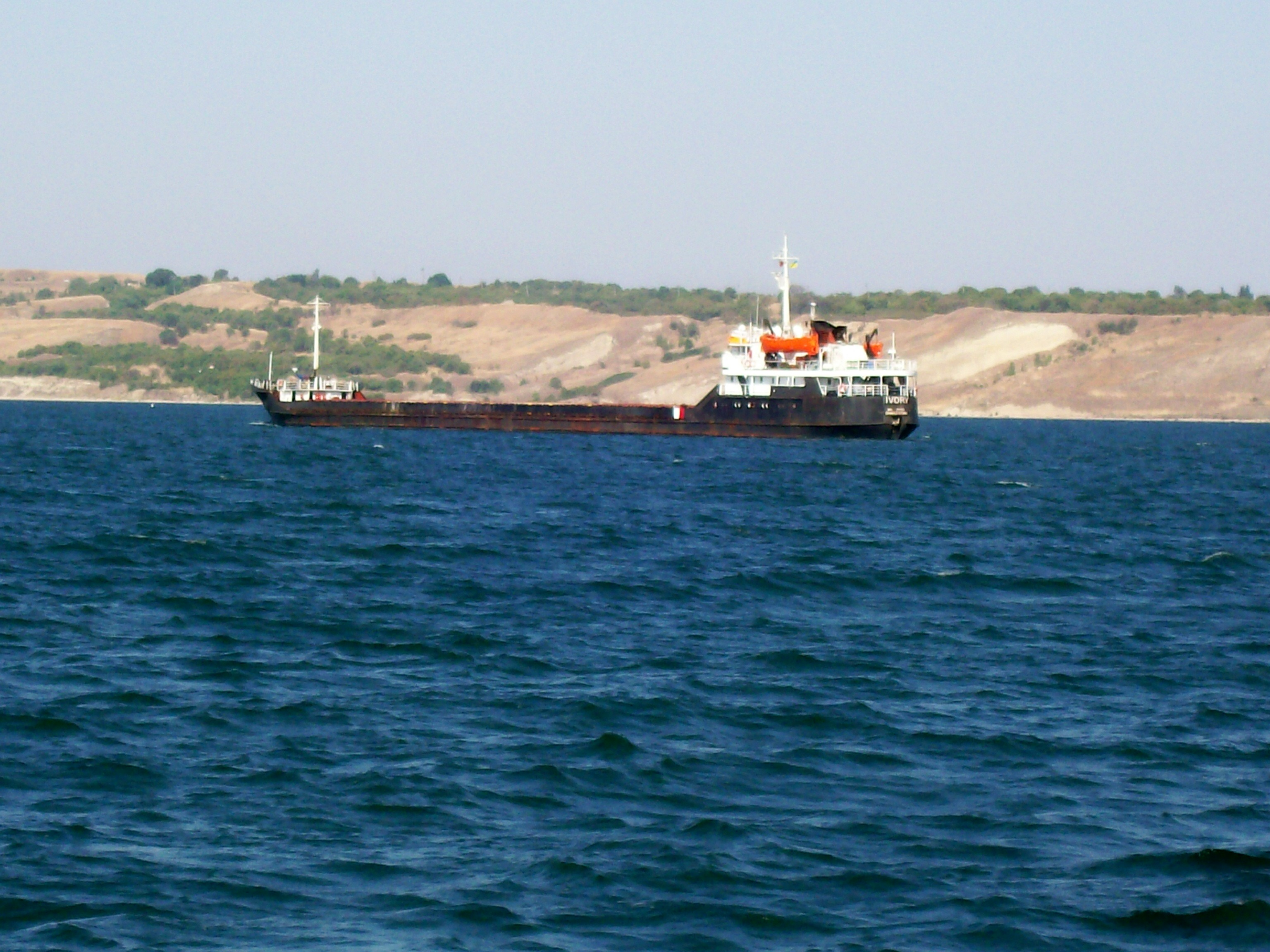
Теплохід проекту 1157 «Сормовський» (тоннаж 4200 тон) проходить КЄК. 2007 рік

Прохід цивільних суден Керч-Єнікальським каналом платний. Компанія-судновласник сплачує канальний збір, лоцманський збір, навігаційний збір, маяковий збір. Найбільш вагомим у грошовому вираженні є канальний збір — він становить понад 80 % від усіх перерахованих зборів. Одержувачем канального збору є Керченський морський торговий порт, на який покладено функції регулювання руху суден у каналі та підтримання його в робочому стані. Отримані кошти повинні витрачатися на днопоглиблення та інший поточний ремонт каналу.
На початку 2000-х років, до окупації Криму Росією, надходження від проходження суден Керч-Єнікальським каналом щорічно становили приблизно 6 мільйонів доларів США.
Станом на 2016 рік де-факто ставки канального і маякового зборів відповідають визначеним Федеральною антимонопольною службою РФ і для суден далекого плавання, що рухаються через канал транзитом, становлять від 7.00 до 9,95 руб/GT, маяковий збір — від 1,25 до 1,9 руб/GT залежно від типу судна. Для транзитних суден каботажного плавання канальний збір становить від 3,50 до 4,85 руб/GT, а маяковий — від 0,64 до 0,87 руб/GT. Крім того, для розрахунку зборів із суден застосовується п'ять коефіцієнтів залежно від валової місткості судна, починаючи з 1,7 для суден валовою місткістю від 1500 GT до 2200 GT включно, і закінчуючи 0,4 для суден валовою місткістю від 4601 GT і вище.

## Порядок проходження каналом військових кораблів

Інцидент у Керченській протоці 25 листопада 2018

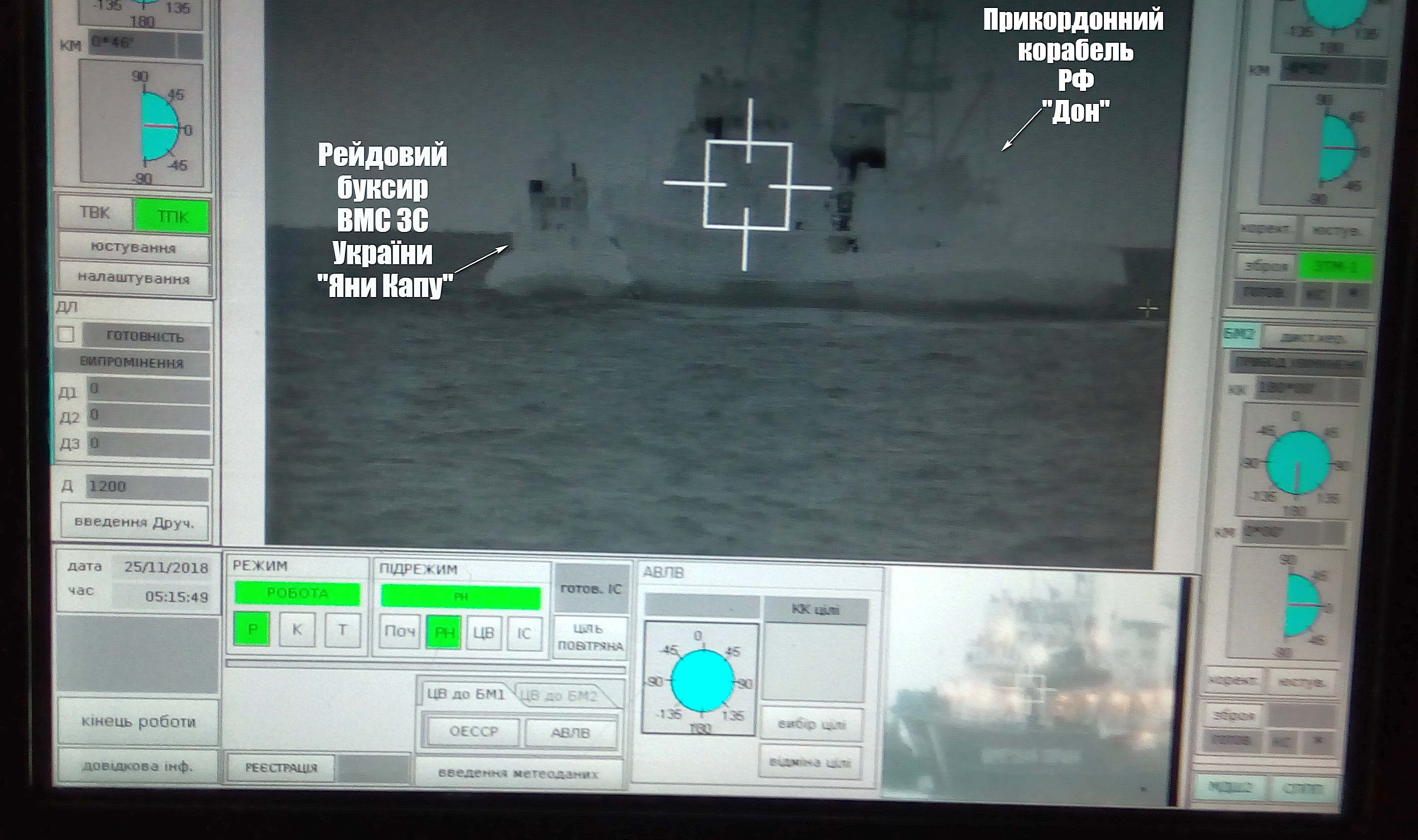
Російський ПСКР «Дон» таранить буксир «Яни Капу». 25 листопада 2018

До 1991 року Азовське море і Керченська протока мали статус внутрішніх вод СРСР. Плавання іноземних військових кораблів у них заборонялося, а порти і військово-морські бази в них були оголошені «закритими» для відвідування іноземними військовими кораблями. Кораблі ВМФ СРСР і прикордонних військ користувались правом пріоритетного проходу протокою, звільнялись від обов'язкового лоцманського проведення Керч-Єнікальським каналом і каналом КПК.
Після розпаду СРСР управління КЄК перейшло до України. Відповідно до «Правил плавання суден Керч-Єнікальським каналом і підхідними каналами до нього» кораблі й допоміжні судна Військово-Морських Сил України і Морської охорони Прикордонних військ України отримали право пріоритетного проходу, звільнялися від обов'язкового лоцманського проведення каналом, сплати зборів за послуги ЦРРС і лоцманське забезпечення. Відповідно до «Договору між Україною та Російською Федерацією про співробітництво у використанні Азовського моря і Керченської протоки» 2003 року, який визначав акваторію Азовського моря та Керченської протоки як «історичні внутрішні води України і Російської Федерації», кораблі ВМФ і ПС ФСБ Росії також користуються в Азовському морі та Керченській протоці свободою судноплавства, при плаванні каналами і фарватерами Керченської протоки мають привілеї визначені «Загальними правилами плавання і стоянки суден у морських портах СРСР і на підходах до них».
Після окупації Криму Росією у 2014 році й переходу Керч-Єнікальського каналу під де-факто управління Росією його міжнародно-правовий статус і порядок проходження ним військових і цивільних суден іноземних країн, Росії й України формально не змінився: відповідно до п. 1 ст. 2 «Договору між Україною та Російською Федерацією про співробітництво у використанні Азовського моря і Керченської протоки» військові кораблі України і Росії користуються в Азовському морі та Керченській протоці свободою судноплавства, отже, можуть здійснювати прохід через Керченську протоку у будь-який час за умови дотримання безпеки судноплавства. Ці положення угоди підкріплюються статтям Конвенції ООН з морського права 1982 року про право мирного (ст. 17 «Конвенції…») і транзитного (ст. 38 «Конвенції…») проходу.
Втім, Російська Федерація, в порушення положень двосторонніх угод і міжнародного морського права, практикує перешкоджання і недопуск кораблів і суден ВМС України до проходу каналом: 23 вересня 2018 прохід Керченської протоки кораблем управління «Донбас» і морським буксиром «Корець» при переході з Одеси в Маріуполь супроводжувався провокаційними діями з боку кораблів Прикордонної служби і Чорноморського флоту, військових літаків Росії; 25 листопада 2018 при переході за тим же маршрутом на вході в Керченську протоку були обстріляні й захоплені російськими кораблями два малі броньовані катери ВМС України «Бердянськ» і «Нікополь», рейдовий буксир «Яни Капу». Україна і ряд держав визнали акти агресії з боку Росії в Чорному морі й Керченські протоці блокадою Азовського моря.